# CNVi
CNViもしくはCNVio（｢コネクティビティ・インテグレーション｣、インテル統合コネクティビティI/Oインターフェース）はインテルによって、表向きにはコスト削減と無線モジュールの簡素化を謳うWi-FiおよびBluetooth無線向け独自コネクティビティインターフェイスである。CNViでは、ネットワーク・アダプタの大部分を占め、大抵は高価な機能ブロック (MAC コンポーネント、メモリ、プロセッサおよび関連するロジック／ファームウェア、※訳注：いわゆる論理層) はCPUおよびチップセット（プラットフォーム・コントローラー・ハブ）の内部に移動される。信号プロセッサ、アナログおよびRF(無線周波数)機能（※訳注：いわゆる物理層）のみが《2019年時点ではM.2フォームファクタ（M.2 2230および1216ハンダ付け）で提供される》外部アップグレード可能CRF（コンパニオンRF）モジュール上に残される。それ故、CNViはチップセットおよびインテル製CPUのサポート（支援）を要求する。そうでない場合Wi-Fi + Bluetoothモジュールは従来のM.2 PCIeフォームファクタでなければならない。
CNVioは、2017年のGemini Lakeのローンチに伴いデスクトップ版プラットフォームで、また2018年のモバイル版Coffee Lakeプラットフォームでも導入された。

CNVio2はComet Lakeのデスクトップ版プラットフォームおよびIce Lakeのモバイル版プラットフォームで導入された。

CNVio2はCNVioとは下位互換性が無い。CNVioスロットを持つコンピュータはCNVio2カードを受け付けることができず、またCNVio2スロットはCNVioカードをサポートしない。
無線（Wi-Fi + Bluetooth）モジュールのうちAC 9560および9460ファミリのモジュールは、第1世代CNViモジュールである。これらはインテル第8または第9世代プロセッサを搭載し、適合するマザーボードで稼働するシステムでのみ互換性がある。（従来のM.2フォームファクタでパッケージングされた）非CNVio版カードは、インテルWireless-AC 9260カードである。

同様に、（6GHz帯でWi-Fi6をサポートする）Wi-Fi 6E AX2xxファミリのカードは、CNVio2またはM.2フォームファクタで提案されており：名前の末尾の0はPCIe NGFFカード(AX200、AX210)を示す一方、(末尾)1はCNVio2カード(AX201、AX211、AX411)であることを示す。